# Новоалександровское (Ставропольский край)
Новоалекса́ндровское — село в Будённовском районе (муниципального округа) Ставропольского края России.

## Варианты названия
- Ново-Александровка,
- Ново-Александровское,
- Новое Александровское[3].

## География
На севере: село Петропавловское
На юго-востоке: лог Егоров
На юге: село Покойное
На западе: село Новая Жизнь
На севере-западе: село Толстово-Васюковское
Расстояние до краевого центра: 181 км.
Расстояние до районного центра: 69 км.

## История
До 16 марта 2020 года село входило в состав сельского поселения Покойненский сельсовет.

## Население
| 1989 | 2002 | 2010 | 2011 | 2012 | 2014 | 2021 |
| ---- | ---- | ---- | ---- | ---- | ---- | ---- |
| 397  | ↘189 | ↘105 | ↗115 | ↘113 | ↘100 | ↘78  |

По данным переписи 2002 года в национальной структуре населения преобладают даргинцы (83 %).